# 대한민국의 아카데미 국제영화상 출품작

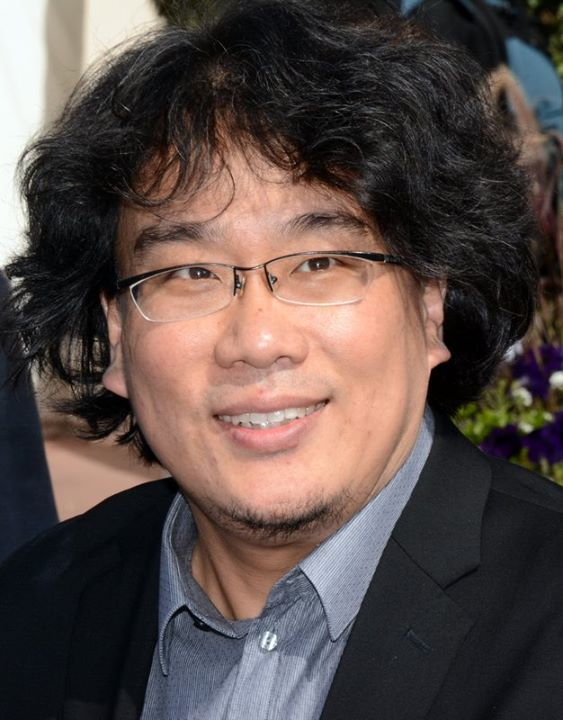
대한민국의 유일한 국제영화상 수상 사례로 남아있는 영화 《기생충》(2019년)의 봉준호 감독

다음은 대한민국의 아카데미 국제영화상 출품작 목록이다. 국제영화상은 미국의 영화 예술 과학 아카데미이 선정하는, 미국 외 국가에서 비영어로 제작된 최고의 장편영화 부문상이다. 1956년 제29회 아카데미상부터 비영어 영화를 대상으로 한 경쟁부문으로 '외국어영화상'이 신설되었으며 그 해부터 매해 수여되고 있다. 대한민국은 1962년 제35회 아카데미상부터 출품하기 시작하였다.
2022년까지 아카데미 국제영화상 후보에 오른 대한민국 영화는 총 1편으로, 봉준호 감독의 《기생충》이다. 해당 작품은 당해 국제영화상을 수상하였으며, 각본상, 감독상, 작품상도 함께 수상하였다. 이는 대한민국을 넘어 아카데미상에 출품되는 국제영화로는 최초이자 유일한 사례로 남아있다.
국제영화상 후보로만 오르고 수상에는 실패한 사례는 아직 없으며, 예비후보로 등재되었다 최종후보에 탈락한 사례는 이창동 감독의 《버닝》(2018년), 박찬욱 감독의 《헤어질 결심》 (2022년)의 총 2편이 있다.

## 목록
미국 영화 예술 과학 아카데미는 당해 아카데미 국제영화상 후보를 위한 최고의 영화를 출품해달라고 각국에 요청한다. 이렇게 출품된 각국의 영화들을 국제영화상위원회에서 전부 검토하게 되며, 비밀투표를 거쳐 최종후보 다섯 작품을 선정한다.
아래는 대한민국이 아카데미 국제영화상 부문에 출품한 영화 작품의 목록이다. 외국어영화상 시절에는 출품 기준에 언어 (비영어권)도 포함되었는데, 대한민국에서 출품한 모든 영화는 한국어로 되어 있다.
가장 많은 작품을 출품하게 된 감독은 신상옥 감독으로 총 4회 (1962년, 1964년, 1966년, 1990년)에 달하며, 그 다음으로는 이창동 감독으로 총 3회 (2002년, 2007년, 2018년)이다.
| 연도 (아카데미상) | 제목                        | 감독   | 결과     |
| ----------------- | --------------------------- | ------ | -------- |
| 1962년 (35회)     | 사랑방 손님과 어머니        | 신상옥 | 미후보   |
| 1964년 (37회)     | 벙어리 삼룡                 | 신상옥 | 미후보   |
| 1966년 (39회)     | 쌀                          | 신상옥 | 미후보   |
| 1968년 (41회)     | 카인의 후예                 | 유현목 | 미후보   |
| 1969년 (42회)     | 독짓는 늙은이               | 최하원 | 미후보   |
| 1973년 (46회)     | 비련의 벙어리 삼룡          | 변장호 | 미후보   |
| 1984년 (57회)     | 여인 잔혹사 물레야 물레야   | 이두용 | 미후보   |
| 1985년 (58회)     | 어우동                      | 이장호 | 미후보   |
| 1986년 (59회)     | 내시                        | 이두용 | 미후보   |
| 1990년 (63회)     | 마유미                      | 신상옥 | 미후보   |
| 1994년 (67회)     | 헐리우드 키드의 생애        | 정지영 | 미후보   |
| 1995년 (68회)     | 삼공일 삼공이               | 박철수 | 미후보   |
| 2000년 (73회)     | 춘향뎐                      | 임권택 | 미후보   |
| 2002년 (75회)     | 오아시스                    | 이창동 | 미후보   |
| 2003년 (76회)     | 봄 여름 가을 겨울 그리고 봄 | 김기덕 | 미후보   |
| 2004년 (77회)     | 태극기 휘날리며             | 강제규 | 미후보   |
| 2005년 (78회)     | 웰컴 투 동막골              | 박광현 | 미후보   |
| 2006년 (79회)     | 왕의 남자                   | 이준익 | 미후보   |
| 2007년 (80회)     | 밀양                        | 이창동 | 미후보   |
| 2008년 (81회)     | 크로싱                      | 김태균 | 미후보   |
| 2009년 (82회)     | 마더                        | 봉준호 | 미후보   |
| 2010년 (83회)     | 맨발의 꿈                   | 김태균 | 미후보   |
| 2011년 (84회)     | 고지전                      | 장훈   | 미후보   |
| 2012년 (85회)     | 피에타                      | 김기덕 | 미후보   |
| 2013년 (86회)     | 범죄소년                    | 강이관 | 미후보   |
| 2014년 (87회)     | 해무                        | 심성보 | 미후보   |
| 2015년 (88회)     | 사도                        | 이준익 | 미후보   |
| 2016년 (89회)     | 밀정                        | 김지운 | 미후보   |
| 2017년 (90회)     | 택시운전사                  | 장훈   | 미후보   |
| 2018년 (91회)     | 버닝                        | 이창동 | 예비후보 |
| 2019년 (92회)     | 기생충                      | 봉준호 | 수상     |
| 2020년 (93회)     | 남산의 부장들               | 우민호 | 미후보   |
| 2021년 (94회)     | 모가디슈                    | 류승완 | 미후보   |
| 2022년 (95회)     | 헤어질 결심                 | 박찬욱 | 예비후보 |
| 2023년 (96회)     | 콘크리트 유토피아           | 엄태화 | 미후보   |

## 같이 보기
- 한국 영화
- 부재의 기억